# Димедьнеодим
Димедьнеодим — бинарное неорганическое соединение, интерметаллид
неодима и меди
с формулой Cu2Nd,
кристаллы.

## Получение
- Сплавление стехиометрических количеств чистых веществ:

{\displaystyle {\mathsf {Nd+2Cu\ {\xrightarrow {840^{o}C}}\ Cu_{2}Nd}}}

## Физические свойства
Димедьнеодим образует кристаллы
ромбической сингонии,
пространственная группа I mma,
параметры ячейки a = 0,4387 нм, b = 0,7001 нм, c = 0,7418 нм, Z = 4,
структура типа димедьцерия CeCu2
.
Соединение конгруэнтно плавится при температуре 840°С .
При температуре 6,5 К происходит магнитное упорядочение (переход в антиферромагнитное состояние) и при температуре 4,1 К — спиновая переориентация .